# Замок в Карпатах
«За́мок в Карпа́тах» (фр. Le Château des Carpathes) — научно-фантастический роман французского писателя Жюля Верна, входящий в цикл «Необыкновенные путешествия». Написан в 1892 году. По мнению ряда литературоведов, послужил одним из источников, которыми вдохновлялся Брэм Стокер при написании «Дракулы».

## Публикация
Первая публикация романа — в журнале Этцеля «Magasin d’Éducation et de Récréation» с 1 января по 15 декабря 1892 года.
Первое книжное издание увидело свет 20 октября 1892 года.
Первое иллюстрированное издание романа — 40 иллюстраций Леона Бенета (некоторые из них цветные) — вышло 27 октября 1892 года. Также данный роман вместе с романом «Клодиус Бомбарнак» вошёл в состав 28-го («сдвоенного») тома «Необыкновенных путешествий», который вышел 21 ноября 1892 года.

## Сюжет
Граф Франц де Телек после смерти жены, оперной певицы Стиллы, отправляется в путешествие по Трансильвании (тогда части Австро-Венгрии) со своим слугой Рожко. Прибыв в деревню Верст, они узнают, что из располагающегося неподалёку замка раздаются пугающие звуки. Пробравшись в таинственный замок, де Телек слышит дивный голос покойной жены. Желая разгадать эту историю, он узнаёт, что на самом деле в карпатском замке живёт его недруг и соперник барон Рудольф фон Гортц и его помощник Орфаник, непризнанный изобретатель.

## Интересные факты
- В этом произведении Жюль Верн предсказал появление голограмм. Однако в ряде экранизаций и адаптаций романа (румынские фильмы 1957 и 1981, французский телефильм 1976 года и чехословацкая комедийная версия «Тайна Карпатского замка» Олдржиха Липского 1981 г.) статичная голограммная проекция портрета заменялась движущимся изображением, снятым на киноплёнку или проецируемым в формате, близком к технологии 3D. Это привело к распространению ошибочной информации — вплоть до искажений  (в ряде публикаций и пересказов) текста самого произведения, смысл которых создавал у читателей представление, что Верн в «Замке в Карпатах» описывает/предсказывает кинематограф или даже технологии 3D-кино.
- Роман был написан до 1889 года, но корректурные правки вносились и позже, вплоть до 1891.
- В основу книги положены сведения о таких изобретениях, как фонограф Т. А. Эдисона и «фантаскоп» Э. Г. Робертсона (Робера) и т. п.
- Пожалуй, «Замок в Карпатах» — одна из немногих книг Ж. Верна с трагическим концом (более мрачные концовки только в "Безымянном семействе" и "Ледяном Сфинксе")